# Гарами, Эрнё
Эрнё Гарами (венг. Garami Ernő; урожд. Эрнё Грюнбаум, Grünbaum; 13 декабря 1876 года, Будапешт — 28 мая 1935 года, там же) — венгерский рабочий-механик, ставший видным социал-демократическим политиком и редактором.

## Биография
Родители Гарами перебрались в Венгрию из Чехии и содержали кофейню на будапештской площади Кальвина, однако разорились. Их старший сын Эрнё освоил рабочую специальность и отправился на заработки в Германию, где стали появляться его статьи в социал-демократической прессе. После возвращения на родину в 1898 году вошёл в руководство Социал-демократической партии Венгрии, оставаясь одним из ключевых деятелей её реформистского крыла до 1919 года.
В 1905—1918 главный редактор центрального печатного органа партии — газеты «Népszava» ("Непсава), с 1906 года совместно с Жигмондом Кунфи также редактировал её теоретический журнал «Szocializmus». Параллельно занимался литературным творчеством, с 1908 года Будапештский театр комедии показывал драматическую постановку по его пьесе.
После Революции астр с 31 октября 1918 по 21 марта 1919 года министр торговли в либерально-демократических правительствах Михая Каройи и Денеша Беринкеи. Как представителя правого крыла партии его не вовлекали в переговоры социал-демократов и коммунистов об объединении в единую социалистическую партию и о провозглашении Венгерской советской республики 21 марта 1919 года, после которого он самоустранился от дел и через Вену отправился в добровольную эмиграцию в Швейцарию.
В недолговечном кабинете министров Пейдля, последовавшим за падением ВСР в августе 1919 года, ему предложили пост министра юстиции, который он так и не принял. Хотя после возвращения на родину он вёл переговоры с Миклошем Хорти, но в ноябре 1919 года угроза белого террора заставила его вновь отправится в изгнание в Вену.
В 1921—1923 годах совместно с Мартоном Ловаси издавал в Вене газету «Jövö» («Будущее»). За выходившие там статьи Гарами его заочно судили в Венгрии, и он смог вернуться только в 1929 году, вновь принявшись за редактирование газеты «Népszavá». Сыграл важную роль в организации марша безработных 1 сентября 1930 года, однако оказался во всё большей изоляции в собственной партии и в начале 1931 года вновь покинул страну. В последний раз вернулся после поражения рабочего восстания 1934 года в Австрии.